# Droga międzynarodowa T1
Droga międzynarodowa T1 – byłe oznaczenie drogi, prowadzącej od granicy radziecko-węgierskiej przez Nyíregyháza i Debrecen do Püspökladány.
Droga T1 stanowiła połączenie granicy państwowej z ówczesną trasą europejską E15. Istniała w latach 70. i 80. XX wieku. Na całej długości biegła razem z drogą krajową nr 4.

## Historyczny przebieg T1
- Węgierska Republika Ludowa

odcinek Záhony – Püspökladány wspólny z 4
- Záhony  – granica z ZSRR
- Nyíregyháza  36   38   41 
- Debrecen  33   35   47   48   471 
- Püspökladány  42   E15 